# Ameivula abaetensis
Espèce
Synonymes
- Cnemidophorus abaetensis Reis Dias, Rocha & Vrcibradic, 2002

Ameivula abaetensis est une espèce de sauriens de la famille des Teiidae.

## Répartition
Cette espèce est endémique des régions côtières du Nord de l'État de Bahia au Brésil.

## Description
Cnemidophorus abaetensis mesure, queue non comprise, jusqu'à 72 mm pour les mâles et jusqu'à 69 mm pour les femelles.
Cette espèce présente les deux sexes, ce qui n'est pas le cas pour d'autres espèces de ce genre, notamment
Ameivula nativo. Elle est sympatrique avec Ameivula ocellifera dont elle se différence par une queue bleu-vert brillant alors que Ameivula ocellifera a une queue brune.

## Étymologie
Son nom d'espèce, composé de abaet[é] et du suffixe latin -ensis, « qui vit dans, qui habite », lui a été donné en référence au lieu de sa découverte, les dunes d'Abaeté sur la municipalité de Salvador.

## Publication originale
- Reis Dias, Rocha & Vrcibradic, 2002 : New Cnemidophorus (Squamata: Teiidae) from Bahia State, northeastern Brazil. Copeia, vol. 2002, no 4, p. 928-937.